# Machimus nigrinus
Machimus nigrinus är en tvåvingeart som beskrevs av Ricardo 1919. Machimus nigrinus ingår i släktet Machimus och familjen rovflugor. Inga underarter finns listade i Catalogue of Life.